# Ludwig Georg von Winter
Ludwig Georg von Winter, född 18 januari 1778 i Elzach-Prechtal, död 27 mars 1838 i Karlsruhe, var en badensisk politiker.
Winter blev 1824 direktor vid inrikesministeriet, övertog 1830 under titeln chef en ministers åligganden och fick 1833 även titeln minister. I Badens parlamentariska liv deltog han sedan 1819 på ett  betydelsefullt sätt. Han tillhörde det frisinnade partiet och han genomdrev en mängd reformer, särskilt på kommunalväsendets område. Hans staty restes 1855 i Karlsruhe.